# Rajko Tavčar
Rajko Tavčar (Kranj, 21 juli 1974) is een Sloveens-Duits voormalig voetballer die speelde als middenvelder.

## Carrière
Tavčar speelde gedurende zijn hele carrière in Duitsland. Hij verhuisde als kind naar Duitsland en speelde voor verschillende Duitse clubs in zijn jeugd. Hij maakte zijn debuut voor SpVgg Unterhaching en speelde daarna nog voor TSV Ottobrunn. Zijn eerste grote club was FC Augsburg waar hij speelde tot 1997. Hij tekende een contract bij Greuther Fürth, waar hij een seizoen speelde. In 1998 tekende hij voor Wehen Wiesbaden om na één seizoen weer te vertrekken naar SC Fortuna Köln.
Met 1. FC Nürnberg slaagde hij erin promotie af te dwingen naar de Bundesliga en na twee seizoenen tekende hij een contract bij Wacker Burghausen. Hij speelde daarna nog voor 1. FSV Mainz 05 en SpVgg Unterhaching alvorens in 2007 te stoppen als voetballer.
Hij speelde zeven interlands voor Slovenië waarmee hij deelnam aan het WK voetbal 2002.

## Erelijst
- 1. FC Nürnberg
  - 2. Bundesliga: 2001

1 Simeunovič ·
2 Sankovič ·
3 Milinovič ·
4 Vugdalić ·
5 Galič ·
6 Knavs ·
7 Novak ·
8 A. Čeh  ·
9 Osterc ·
10 Zahovič ·
11 Pavlin ·
12 Dabanovič ·
13 Rudonja ·
14 Gajser ·
15 Tavčar ·
16 Tiganj ·
17 Pavlović ·
18 Ačimovič ·
19 Karič ·
20 N. Čeh ·
21 Cimirotič ·
22 Nemec ·
23 Bulajič ·
Coach: Katanec